# Ahmadou Ahidjo
Ahmadou Babatoura Ahidjo (24 d'agost de 1924, Garoua, Camerun - 30 de novembre de 1989, Dakar, Senegal) va ser el primer president de la República de Camerun, ocupant el lloc des de 1960 fins a 1982.

## Biografia
Era fill d'un líder fulbe (fulani) musulmà; va ser un autodidacte que es va unir a l'administració francesa com a operador de telègraf i després la ràdio.
Electe a l'Assemblea Territorial del Camerun a 1947, es va convertir en assessor de l'Assemblea de la Unió Francesa 1953-1958 i president d'aquesta darrera el 1957. Viceprimer ministre de l'Interior després de la concessió d'autonomia interna al Camerun, llavors Ministre de l'interior (maig de 1957). Amb un virtual cop d'estat orquestrat pel comissionat francès Jean Ramadier, va fer caure el govern André-Marie Mbida al renunciar a tots els ministres del nord fins aleshores al govern de Mbida, el qual s'oposava a una independència tutelada per França. Ahidjo, complaent als interessos francesos, va substituir André-Marie Mbida el febrer de 1958. Amb el seu partit, la Unió del Camerun, una constitució feta a mida, una manipulació electoral i l'ajuda activa de l'exèrcit francès que va reduir les revoltes dels bamileke i bassa (integrant la Unió de Pobles del Camerun (UPC) dirigida per Ruben Um Nyobé, d'ideologia propera al comunisme), va seguir com a primer ministre ministre de la república autònoma de Camerun (1958-1960), com a cap d'estat de la república del Camerun (1 de gener a 5 de maig de 1960) i fou escollit llavors President de la República. Va proclamar una amnistia pels guerrillers de la UPC, i va intentar recuperar la confiança popular aconseguint la reunificació d'una part de l'antic Camerun Britànic, el Camerun del Sud, que va rebutjar la integració a Nigèria després d'un referèndum el febrer de 1961, i es va unir com estat federat del Camerun Occidental a la república del Camerun (que va formar llavors l'estat del Camerun Oriental) formant entre ambdós la república Federal del Camerun l'octubre de 1961.
Ahidjo va planejar un desenvolupament econòmic que promogués la unificació progressiva del país. L'abril del 1964 Mbida Marguerite, de 36 anys, mare de quatre fills i esposa del pres polític André-Marie Mbida, condemnat a tres anys de presó, va aparèixer com a cap de llista del PDC (Partit dels Demòcrates Camerunesos, liberal-democratic, que va existir del 1957 al 1966 quan es va establir el règim de partit únic sent restablert quan va tornar el multipartidisme el 1999) a les eleccions legislatives d'abril de 1964. El PDC va ser l'únic partit polític que es va atrevir a postular-se per les eleccions parlamentàries. Els líders polítics camerunesos d'oposició, des d'aquest moment, van haver de marxar a l'exili o van acabar a la presó. Els resultats d'aquestes eleccions d'acord amb fonts fiables fou donen una victòria massiva del PDC en el que llavors es va anomenar el Nyong-i-Sanaga. Aquesta victòria electoral va ser confiscada en el nom de la unitat nacional i del partit únic en gestació. Els votants van rebutjar el robatori d'aquesta victòria electoral. El govern de Camerun el 1964 va enviar la policia als pobles i els manifestants van ser massivament deportats als camp de concentració ben coneguts de Mantoum, Tcholliré i Mokolo. Ahidjo va ser reelegit el 1965.
Tot i l'oposició del Partit Democràtic del Camerun i l'ala dissident de la UPC (Unió de Pobles del Camerun), Ahidjo va establir el 1966 un partit únic (la Union Nationale Camerounaise/Unió Nacional Camerunesa o UNC, el partit d'Ahidjo, abans Union Camerounaise o UC) i va posar a André-Marie Mbida en residència vigilada. A principis de la dècada de 1970, va aconseguir reduir substancialment l'activitat insurgent amb alguns èxits militars sobre la UPC, el més gran dels quals fou la rendició, el judici i la pena capital el 1970 d'Ernest Ouandié, darrer líder històric de la UPC. Va ser reelegit el 1970. Un referèndum el maig de 1972 va aprovar una constitució que va fer del Camerun un estat unitari. El president defensava en el exterior l'activitat de l'OUA però en canvi es va retirar el 1973 de la Unió Africana i Malgaix (OCAM).
Inesperadament, Ahidjo, de 58 anys, que dirigia el país amb mà de ferro i havia liquidat la protesta contra el seu règim, de cop i volta va decidir retirar-se del poder i donar pas al seu successor constitucional, Paul Biya el 4 de novembre de 1982, oficialment per raons de salut. Va deixar la UNC el següent any a causa dels conflictes interns.
Després d'un cop d'estat fallit contra el govern el 6 d'abril de 1984, en el qual va negar sempre haver participat, va ser acusat i condemnat a mort en absència a l'any següent. A continuació va romandre entre França, Espanya i el Senegal i mai va tornar a Camerun; finalment es va instal·lar al Senegal.
Va morir el 30 de novembre de 1989, i fou enterrat al Senegal. Estava casat amb Germaine Ahidjo.